# Die Seejungfrau
Die Seejungfrau (La sirena) és una fantasia per a gran orquestra en tres moviments del compositor austríac Alexander von Zemlinsky, basada en el conte popular La sireneta de Hans Christian Andersen.

## Història
L'abril de 1901, Zemlinsky va iniciar una relació romàntica amb la seva alumna Alma Schindler. Tanmateix, Alma va trencar la relació al novembre després de conèixer Gustav Mahler amb qui es va casar posteriorment el març de 1902. Die Seejungfrau va ser, en part, una expressió del desamor i el sentiment de rebuig que Zemlinsky va sentir com a resultat. L'obra es va iniciar el febrer de 1902 amb l'orquestració completada el març de 1903.
L'obra es va interpretar per primera vegada el 25 de gener de 1905 al Musikverein de Viena amb la Wiener Konzertverein Orchester dirigida pel compositor en un concert que també va incloure l'estrena de Pelleas und Melisande d'Arnold Schönberg. La resposta crítica va ser en gran part favorable. Van seguir altres actuacions a Berlín el desembre de 1906, dirigides per Walter Meyrowitz, i a Praga el novembre de 1907, dirigides per Artur Bodanzky.

### Retirada i redescobriment
Temps després de l'actuació de Praga, Zemlinsky va retirar l'obra. Més tard, va regalar la partitura del primer moviment a la seva amiga Marie Pappenheim. El segon i tercer moviment que va portar amb ell a Nova York després de fugir d'Àustria el 1938. Aquests van ser finalment dipositats, juntament amb la resta de manuscrits de Zemlinsky, a la Biblioteca del Congrés de Washington, DC.
Durant molts anys després de la mort del compositor, la partitura de Die Seejungfrau es va suposar perduda o destruïda. El segon i el tercer moviment van ser assumits per la vídua de Zemlinsky, Louise, com els fragments supervivents d'una simfonia en mi bemoll major. A principis de la dècada de 1980, dos estudiants de doctorat britànics, Keith J. Rooke i Alfred Clayton, que treballaven per separat, van comparar els elements a Viena i Washington i van establir que anaven junts. La primera interpretació moderna de l'obra la va donar l'Orquestra Juvenil Austríaca dirigida per Peter Gülke el 1984. Des de llavors, l'obra s'ha convertit en una de les interpretacions més freqüents de Zemlinsky i han aparegut diversos enregistraments. Una edició crítica de la partitura, editada per l'estudiós de Zemlinsky Antony Beaumont, va ser publicada per Universal Edition el 2013. Això inclou un passatge de 88 compassos en el segon moviment, que representa la visita de la sirena a la bruixa Mer, que Zemlinsky va eliminar de la partitura abans de l'estrena.

## Instrumentació
| Instrument de vent de fusta 4 flautes (la tercera i la quarta també toquen el flautí) 2 oboès Corn anglès 2 Clarinets en si bemoll/la Clarinet en mi bemoll Clarinet baix 3 Fagots Instruments de metall 6 trompes 3 trompetes 4 trombons Tuba | Instruments de percussió Timbales Platerets Triangle Carilló 2 Campanes tubulars Instruments de corda 2 arpes Violins Violes Violoncels Contrabaixos |  |

## Estructura
L'obra consta de tres moviments:
1. Sehr mäßig bewegt
2. Sehr bewegt, rauschend
3. Sehr gedehnt, mit schmerzvollem Ausdruck

El temps total és d'uns 47 minuts per a l'edició crítica.

## Enregistraments

### Basat en l'edició crítica (2013)
| Any  | Director         | Orquestra                                 | Segell  | I.    | II.   | III.  | Total | Ref   |
| ---- | ---------------- | ----------------------------------------- | ------- | ----- | ----- | ----- | ----- | ----- |
| 2015 | John Storgårds   | Orquestra Filharmònica de Hèlsinki        | Ondine  | 15:48 | 17:16 | 14:41 | 47:45 | [ 3 ] |
| 2016 | Emmanuel Krivine | Orquestra Filharmònica de Luxemburg       | Alfa    | 15:26 | 17:38 | 13:04 | 46:06 | [ 4 ] |
| 2020 | Marc Albrecht    | Orquestra Filharmònica dels Països Baixos | Pentató | 15:56 | 17:06 | 14:26 | 47:28 | [ 5 ] |

### Enregistraments més antics
| Any  | Director          | Orquestra                          | Segell  | I.    | II.   | III.  | Total | Ref    |
| ---- | ----------------- | ---------------------------------- | ------- | ----- | ----- | ----- | ----- | ------ |
| 1986 | Riccardo Chailly  | Berlin Radio Symphony Orchestra    | Decca   | 15:19 | 12:17 | 12:30 | 40:06 | [ 6 ]  |
| 1997 | Thomas Dausgaard  | Danish National Symphony Orchestra | Chandos | 15:37 | 13:42 | 13:33 | 43:02 | [ 7 ]  |
| 2003 | Antony Beaumont   | Czech Philharmonic Orchestra       | Chandos | 14:26 | 11:56 | 12:36 | 38:58 | [ 8 ]  |
| 2005 | Thomas Dausgaard  | Danish National Symphony Orchestra | Dacapo  | 14:26 | 12:32 | 13:08 | 40:06 | [ 9 ]  |
| 2006 | James Judd        | New Zealand Symphony Orchestra     | Naxos   | 15:30 | 11:54 | 13:27 | 40:49 | [ 10 ] |
| 2010 | Leon Botstein     | American Symphony Orchestra        | ASO     | 16:48 | 13:43 | 16:30 | 47:01 | [ 11 ] |
| 2010 | Cornelius Meister | ORF Radio-Symphonieorchester Wien  | CPO     | 17:05 | 13:36 | 14:35 | 45:16 | [ 12 ] |